# Szylinek
Szylinek (biał. Шылінок; ros. Шилинок) – wieś na Białorusi, w obwodzie brzeskim, w rejonie bereskim, w sielsowiecie Zdzitów.
W dwudziestoleciu międzywojennym leżał w Polsce, w województwie poleskim, w powiecie prużańskim.